# Martisserre
Martisserre – miejscowość i gmina we Francji, w regionie Oksytania, w departamencie Górna Garonna.
Według danych na rok 1990 gminę zamieszkiwało 61 osób, a gęstość zaludnienia wynosiła 10 osób/km² (wśród 3020 gmin regionu Midi-Pireneje Martisserre plasuje się na 1002. miejscu pod względem liczby ludności, natomiast pod względem powierzchni na miejscu 1402.).